# Heinrich Hecht (Fotograf)
Heinrich Hecht (* 25. August 1955 in Hannover) ist ein deutscher Fotograf. Er ist insbesondere bekannt für seine Schifffahrtsbilder, vor allem vom Segelsport. Die weiteren Schwerpunkte seiner Arbeit sind Architektur, Automobilindustrie und Industrie/Imagefotografie im Allgemeinen.

## Leben
Hecht fotografiert seit dem Alter von elf Jahren. 1986 machte er sein Hobby zum Beruf. Seitdem arbeitet er für Unternehmen und an eigenen Buchprojekten.

## Werke

### Bücher (Auswahl)
Segeln:
- Faszination Segelsport, Delius Klasing 1999
- 75 Years Of Dragon, Hanseatic Lloyd 2005
- Segel Faszination, Heel 2009
- Audi Kieler Woche, Audi 2010 (Digitale Prints)
- Sailing Fascination, Schiffer Publishing USA 2103

Schifffahrt:
- Containerseeschifffahrt, Hanseatic Lloyd 2007
- Deutsche Küste, Heel 2010
- JadeWeserPort Wilhelmshaven, Koehler 2012

Architektur:
- Expo 2000, Organisation aller Buchpublikationen der EXPO 2000
- Expo Architektur (Hatje Cantz)
- Das Expo Buch (Bertelsmann)
- Der Expo Guide (Bertelsmann)
- Expo – Die Weltausstellung in Bildern (Bertelsmann)
- Telemax – Architektur und Wahrzeichen, Deutsche Telekom 2000
- Nord LB/Hannover, Hatje Cantz 2003
- AWD Arena, AWD 2005
- Die Stadien 2006, Verlagshaus Braun 2006 (diverse Fotografien)

Reise:
- Ostsee – Panorama Impressionen der Küste, Heel 2008
- Nordsee – Panorama Impressionen der Küste, Heel 2008

Automotive:
- Autoland Bremen, BLG 2009 (Cover und diverse Fotografien)
- Motors Finest, Benteli CH 2014, (Cover und zahlreiche Aufnahmen innen)

### Kalender (Auswahl)
Segeln:
- Regatta, Mohn Media
- Sailing, Bertelsmann
- Sailing, Dumont
- Under Sail, Weingarten
- Sailpower, Weingarten
- Classic Yachts, Weingarten
- Segel Faszination, Heel
- Art Sailing, 101 Media Poland
- Sailing, Edition Panorama
- Off Shore Yachting, SAP AG
- Admirals Cup, Illbruck
- 75 Years Of Dragon, Hanseatic lloyd AG
- Sailing 2006
- Sailpower 2007
- Under Sail 2007
- Segel Faszination 2008
- Classic Yachts 2009
- Windjammer 2010
- Art Sailing 2011 Poland
- Weiss-Druck 2012

Automotive:
- Motor Sport, Opel AG
- Reflections, Opel AG
- 24 Hours, Volvo AG
- Multivan, Volkswagen AG
- Range Rover, Land Rover Deutschland GmbH

Architektur:
- Landesgalerie, Niedersächsisches Landesmuseum

Reise:
- Deutschlands Küsten, Mohn Media
- Deutsche Küste, Heel 2010

Schifffahrt:
- Entlang der Küste, Verband Deutscher Reeder
- BLG Logistics 2012
- Deutsche Küste, Heel 2010

### Magazine (Auswahl)
Segeln:
- Yacht Ungarn Sept. 2008
- Sailing Journal December/January 2008/2009
- Segeln 2010/April (cover)
- Palstek 2010/11 (cover)
- Segeln 2010/11
- H2O Poland 2010/2011 (cover + photos inside)
- KYC Mitteilungsblatt 2010/12 (cover+ photos inside)
- Segeln 2011/6
- Segel Journal 2012/01 (story about me + photos inside)

Automotive:
- Audi Magazin 2010/Nr. 2
- Auto Zeitung 2011/10
- BLG Logbook 2011/3
- Motor Klassik 03/2012 (double page inside)

Lifestyle:
- High Life 2010
- Photographie 2010/08
- Golf Club Magazin 2010/11
- Photo International 2011/3

Schifffahrt:
- Deutsche Schifffahrt 2010/10

### Öffentlichkeitsarbeit TV (Auswahl)
- Hallo Niedersachsen (NDR3): Interview mit Heinrich Hecht zum America’s Cup und der Arbeit im Allgemeinen mit Bildern aus San Diego
- NDR3: Fotoausstellung Hannover Christo und Jeanne Claude, Dezember 1995
- 17.30 (SAT1): Interview Alvarro de Marichalar y Sayenz de Techada & Heinrich Hecht, Januar 2000
- Niedersachsen 19.30 Das Magazin (NDR3), 16. Juni 2007
- Nordseereport (NDR3): TV-Dokumentation „Der Segelfotograf“, 17. Juni 2007
- Nordseereport (NDR3): TV-Dokumentation „Der Segelfotograf“, 21. Oktober 2012

### Ausstellungen (Auswahl)
- Hochsee-Segelsport; Fotocentrum Zimmermann, Dezember 1989 – Januar 1990
- Hochsee-Segelsport; Düsseldorf, Mai 1990
- Segelsport Olympia '92 und America’s Cup '92; DECpark, Dübendorf, Januar 1993
- Highlights Segelsport; Siemens, Laatzen, Oktober – Dezember 1994
- Voiles Des "Marines"; Vevey, Schweiz, September 1995
- Segelsport-Photographie und Multivisions-Show; Cinemas Kiel, Juni 1995
- Aids sieht man nicht; Stadttheater Hildesheim, Januar 1996
- Wrapped Reichstag; Fotocentrum Zimmermann, März 1996
- Four Faces; Pheano Wolfsburg, Juli – August 2004
- Deutschlands Küsten mit dem neuen Range Rover; Hamburg Cruise Center, Oktober 2007
- Deutsche Küsten; Boot Düsseldorf, Januar 2007